# Esmalte (heráldica)
Esmalte es el nombre que reciben las diferentes tonalidades cromáticas en heráldica. Están repartidos en tres grupos:
- Los metales, compuestos por el oro y la plata;  que pueden ser sustituidos por amarillo y por blanco, aunque no deben usarse éstos y aquéllos (oro y amarillo, o plata y blanco) simultáneamente.
- Los colores, formados por el azur, el gules, el sable, el sinople y el púrpura;
- Los forros, compuestos esencialmente del armiño y del vero. También los son las composiciones geométricas que combinan dos esmaltes.

A la hora de combinar los esmaltes del campo y sus cargas, con el fin de obtener un buen contraste, hay que tener en cuenta estos grupos. El contraste en la composición heráldica es crucial y por ello la primera regla de la heráldica es la regla de contrariedad de los esmaltes, que sostiene que nunca haya color sobre color, o metal sobre metal. 
Los colores sable y púrpura han sido alguna vez combinados con otros colores, considerándose esmaltes neutros.
Se debe notar que el empleo de los términos color y esmalte no está libre de problemas. En efecto, según los autores, esmalte es utilizado en lugar de color y, de manera inversa, algunos utilizan el mismo término por designar el conjunto de la paleta o el subgrupo específico. Sin pretender ser una referencia, y simplemente por evitar toda ambigüedad, todos los artículos concernientes a la heráldica utilizarán "esmalte" para designar todo elemento de la paleta, atributo de un campo o fondo, y "color" para los esmaltes que no son metales o forros.[cita requerida]
Los ornamentos (algunos ornamentos exteriores de los escudos, las banderas u otros elementos) «con los colores» de una ciudad o de un país suelen tomar el color del campo y el de la figura principal de su escudo o, en el caso de armas compuestas, los de los campos de sus particiones. Así, por ejemplo, los colores de París son el azul y el rojo, tomados estos del azur y el gules presentes en los campos de las particiones de su blasón (de gules, una nave de plata sobre un mar del mismo y al jefe, de azur, sembrado de flores de lis de oro). Los colores nacionales usados en las banderas son frecuentemente los de las armas antiguas.[cita requerida]

## Cromatología de los blasones
Las diferentes tonalidades cromáticas representables en un escudo de armas reciben el nombre de esmaltes. Para la representación monocromática de las armerías, cuando técnicamente no era posible realizarlo en color, los esmaltes son representados por un sistema de tramas o puntos ya establecidos.
Cada tonalidad cromática representada tiene un nombre propio al ser descrita en el blasón. Los nombres específicos de los esmaltes son impuestos por la tradición, pero también por su eficacia técnica de identificación. En efecto, se utilizan a veces otros nombres que los evocan (sangre o desollado para gules), es una posible fuente de errores: los esmaltes son normalmente representados por tintes saturados, pero los matices y la luminosidad puede ser de interpretación variable de un caso al otro, las diferencias notables de una representación a la otra, y si el gules se nombra "rosa" aquí, "escarlata" allá y "desollado" en otro caso, se arriesga el no poder identificar de qué se trata. El respeto de un código riguroso no es una marca de esnobismo esotérico de los iniciados, sino la garantía de una eficacia en la investigación.
| Azur | Gules | Sinople | Púrpura | Sable | Oro | Plata | Armiño | Vero |

| Esmaltes secundarios | Esmaltes secundarios | Esmaltes secundarios | Esmaltes secundarios | Esmaltes secundarios | Esmaltes secundarios | Esmaltes secundarios |
| -------------------- | -------------------- | -------------------- | -------------------- | -------------------- | -------------------- | -------------------- |
| Aurora               | Carnación            | Celeste              | Cenizo               | Leonado              | Morado               | Sanguíneo            |

| Metales secundarios | Metales secundarios | Metales secundarios | Metales secundarios | Metales secundarios |
| ------------------- | ------------------- | ------------------- | ------------------- | ------------------- |
| Fierro              | Acero               | Bronce              | Cobre               | Plomo               |

## Regla de los esmaltes
La regla principal del blasón concierne a los esmaltes y como combinar estos. Esta regla prohíbe la superposición de dos "colores" o dos "metales". Esta regla impone, de hecho, que el motivo figurado esté suficientemente contrastado, ya que los "metales" (amarillo y blanco) son tonalidades claras, mientras que los "colores" (azul, rojo, verde, negro y púrpura) son tonalidades saturados. Existen excepciones a esta regla en que, por su figuración superior, se producen anomalías respecto a esta regla básica del blasón. A estos blasones que no cumplen este precepto son denominado de enquerre.

## Esmaltes principales y secundarios
Los esmaltes principales son siete: oro = amarillo, plata = blanco, gules = rojo, azur = azul, el sable = negro, el púrpura = púrpura y finalmente el sinople = verde.
A lo largo de la historia se han usado otras tonalidades diferentes a las siete habituales, como por ejemplo: acero = gris, y el anaranjado. Estos esmaltes secundarios no son siempre citados como esmaltes heráldicos. Aparecen más tardíamente y tienen un empleo bastante raro y usualmente local, las convenciones sobre los rayados son muy dubitativas al respecto. Igualmente, la tradición duda sobre su estatus como metal o color, la regla de los colores habiendo sido formulada antes de su aparición.
Finalmente, la representación heráldica admite el natural, es decir el color natural de una figura y sus dos casos particulares de carnación = carne, desde un punto de vista europeo, y tanado = cuero castaño. Los colores naturales no pueden ser empleados como esmalte del campos o en las cargas llamadas piezas. Se aplican únicamente a las figuras y deben respetar el color natural de la figura en cuestión.
Algunos consideran incorrecto describir demasiados cargos como "natural", especialmente cuando estos cargos crean un paisaje. Esto se volvió una moda durante el periodo victoriano, pero se depreció al ser excesivamente difícil dibujarlos desde el blasón y un tanto contrario al espíritu de la heráldica que favorece diseños firmes, claros e inequívocos.

## Lista de esmaltes heráldicos
Acero o CenizoMetal secundario, raramente empleado, representado por el gris. El acero puede ser de cualquier matiz de gris mientras se distinga suficientemente del sable y del plata,y que no sea sensiblemente coloreado (saturación débil y fuerte luminosidad, puede estar ligeramente azulado). Interviene sobre todo en los ornamentos exteriores, para colorear las piezas de armamento al natural. Puede ser empleado convencionalmente para materializar una mesa de espera. "De gules con un leopardo leonado de oro, coronado de acero y teniendo una cruz larga de plata, que es de Vladímir".
Aurora o AnaranjadoColor secundario utilizado, junto con el sanguíneo y el leonado, sobre todo en los blasones británicos. Se le dice también aurora. Rayados verticales de gules combinados al sembrado del oro, en monocromo. "De anaranjado raso". El tinte retenido por el anaranjado debe distinguirse netamente de los esmaltes de oro y de gules.
AzurColor azur. Rayados horizontales en monocromo. De azur plano. El azur debe distinguirse del sinople (verde) y del púrpura (violeta). Es preferible que el color, ya naturalmente oscuro, esté bien saturado: demasiado oscuro puede confundirse con el sable (negro), sobre todo cuando el uno o el otro ha envejecido. Tradicionalmente, el azur de las armas de Francia es azul marino, mientras que el azur de Baviera es generalmente representado como azul cielo, pero las dos representaciones corresponden a un mismo esmalte y pueden ser empleados indiferentemente. El azul cielo poco saturado corresponde más frecuentemente al acero.
CarnaciónColor secundario, utilizado por los personajes humanos, corresponde a la "carne" al natural: rosa pálido (blanco teñido de rojo), próximo del blanco, que debe distinguirse netamente del anaranjado (cuyo color es más saturado) y del rojo (gules) (esta definición de color está vinculada al hecho de que a la época de la aparición de este esmalte, el color de la piel de los interesados era invariablemente "rosa pálido").
GulesColor rojo. Rayados verticales en monocromo. "De gules raso". Un cuartel de gules raso corresponde en el imperio Alemán al "privilegiado real", es decir que su titular tenía el derecho de participar en la elección del emperador. El rojo debe ser suficientemente franco para distinguirse del púrpura, no demasiado oscuro para no ser tomado como leonado, y no demasiado claro para distinguirse netamente del anaranjado y del rosa de la carnación. Un animal de gules puede ser llamado desollado.
LeonadoColor castaño (oscuro), o a veces sinónimo de naranja (más claro). Rayados losanjados en horizontales en monocromo. El leonado obtiene el nombre del color natural del cuero leonado. Es un rojo netamente oscurecido, que se mantiene suficientemente claro para distinguirse del negro (sable). Es una de las aportaciones, junto con el aurora y el sanguíneo, de la heráldica inglesa. Presente en la bandera de Burgos, de colores rojo y pardo.
OroMetal amarillo franco. Sembrado de puntos en monocromo. "De oro raso". El amarillo puede estar ligeramente ensombrecido para recordar el oro al natural, pero debe distinguirse netamente del leonado (netamente más sombrío) y sobre todo de anaranjado. A veces oro y amarillo son colores diferentes, como en la cresta de 1502 de la ciudad de Košice (alas de amarillo y azur a la flor de lis oro).
Plata o argénMetal blanco, incluido el ligeramente agrisado, representado en los grabados por un fondo blanco y unido. De plata raso. El blanco no debe estar roto por un teñido sensible, en particular para distinguirla del acero (más gris o azulado) y del oro (amarillo). Arthur Charles Fox-Davies ha argumentado que en circunstancias extremadamente raras, el blanco puede ser un color heráldico diferente del plata. Basa esto en parte por las "lambeles blancos" usados para diferencias las armas de los miembros de la Familia Real Británica. Sin embargo, se ha argumentado que estos pueden ser vistos como "lambeles blancos al natural", evitando su consideración como color heráldico. En heráldica portuguesa, el blanco parece ser un color diferente del plata, como se evidencia en las armas del Municipio de Santiago do Cacém en Portugal, en la que el blanco en las vestimentas del moro caído y el caballo del caballero está distinguido de la plata del castillo distante, y en las armas del Comando Logístico y Administrativo de la Fuerza Aérea Portuguesa.
Púrpura o BalajeColor violeta. Rayados en barra en monocromo. De púrpura raso. El tinte debe diferenciarse netamente de los esmaltes de gules y de azur, y la distinción no es fácil de hacer cuando los tintes se vuelven deslavados. La identificación del esmalte será más fácil si el tinte está francamente saturado y, en el contexto heráldico, un púrpura tirando ligeramente al azul parecerá más natural que un fucsia demasiado agresivo. Por lo tanto, los límites del azur están muy extendidos, se debe estar al pendiente de que el componente rojo esté claramente afirmado. De plata al león de púrpura, que es de León (antiguo).
SableEsmalte negro. Negro, o rayados ajedrezados en monocromo. De sable raso. El negro no tiene problemas de representación pero los colores deslavados pueden generar confusión con el azur, igualmente oscuro.
SanguíneoColor secundario, esmalte rojo oscurecido. Utilizado sobre todo en los blasones británicos, junto con el aurora y el leonado. Sinónimo de leonado.
SinopleColor verde. Rayados en banda en monocromo. "De sinople raso". El verde "flúor" presente en el arcoíris (verde saturado) sería demasiado agresivo para el uso heráldico y debe estar ligeramente oscurecido (verde sombrío) o deslavado (verde pálido). No debe ser demasiado sombrío, para distinguirse netamente del azur. Este color era el emblema del amor, de la juventud, de la belleza y de la libertad. Es por lo que se sellan con cera verde y con lazos de seda verde, las letras de abolición. Su nombre proviene de la ciudad de Sinople, en Paflagonia, donde en el siglo XIV se descubrió un mineral que, triturado, producía este esmalte. (Antes de eso no existía el verde en la heráldica.)

## Códigos de color RGB y CMYK
Antonio Alfaro de Prado realiza una propuesta de definición de estándares de color como herramienta para el actual diseño gráfico, destinada a facilitar la tarea de quienes desean representar los esmaltes heráldicos de una forma rigurosa, dentro de los cánones tradicionales, sin poseer conocimientos previos en la materia.
| Esmaltes heráldicos | RGB           | CMYK            | HEX     |
| ------------------- | ------------- | --------------- | ------- |
| Oro                 | 255, 204, 0   | 0, 20, 100, 0   | #FFCC00 |
| Plata               | 220, 220, 220 | 0, 0, 0, 14     | #DCDCDC |
| Gules               | 240, 9, 9     | 0, 96, 96, 6    | #F00909 |
| Azur                | 0, 54, 182    | 100, 53, 0, 47  | #003F87 |
| Sinople             | 0, 140, 0     | 100, 0, 100, 45 | #008C00 |
| Púrpura             | 183, 0, 183   | 0, 100, 0, 28   | #B700B7 |
| Sable               | 0, 0, 0       | 0, 0, 0, 100    | #000000 |
| Acero               | 188, 188, 188 | 0, 0, 0, 26     | #BCBCBC |
| Sanguíneo           | 190, 0, 0     | 0, 100, 100, 0  | #BE0000 |
| Aurora              | 250, 150, 50  | 0, 40, 80, 0    | #FA9632 |
| Carnación           | 254, 195, 172 | 0, 23, 32, 0    | #FEC3AC |
| Azul celeste        | 150, 200, 250 | 40, 20, 0, 2    | #96C8FA |